# Friedrich Lachmann
Friedrich Lachmann (vollständiger Name Karl Friedrich Theodor Lachmann, * 2. Dezember 1800 in Braunschweig; † 14. Dezember 1828 in Göttingen) war ein deutscher Klassischer Philologe. In seiner kurzen Schaffenszeit trat er mit zwei ausführlichen Studien zu den Quellen des Historikers Livius hervor.

## Leben
Friedrich Lachmann war ein Sohn des Pfarrers und Pädagogen Karl Ludolf Friedrich Lachmann (1756–1823) aus dessen dritter Ehe mit Anna Luise Sabine Tünzel (1776–?). Seine älteren Halbbrüder waren der Philologe Karl Lachmann (1793–1851), der Begründer der modernen Textkritik, sowie der Arzt Heinrich Lachmann (1797–1872); sein jüngerer Bruder war der Arzt und Naturforscher Wilhelm Lachmann (1801–1861).
Friedrich Lachmann besuchte das Gymnasium Martino-Katharineum in Braunschweig und studierte anschließend Klassische Philologie an der Universität Göttingen, wo ihn Georg Ludolf Dissen und Karl Otfried Müller prägten. In den Jahren 1820/21 und 1821/22 löste er die Preisaufgaben der philosophischen Fakultät mit zwei Studien über die Quellen des Historikers Livius. Die erste Preisschrift legte er zur Promotion zum Dr. phil. vor (22. September 1821), die zweite zur Habilitation (Ostern 1822).
Bereits ab 1821 arbeitete Lachmann als Assistent an der Universitätsbibliothek. Ab 1822 unterrichtete er zusätzlich Latein und Griechisch am Göttinger Gymnasium und hielt als Privatdozent Vorlesungen ab. Während dieser Zeit veröffentlichte er seine Preisschriften (1822, 1828) sowie eine Gratulationsschrift zum goldenen Doktorjubiläum von Johann Friedrich Adolf Kirsten, dem Rektor am Göttinger Gymnasium. Lachmann starb am 14. Dezember 1828 im Alter von 28 Jahren.

## Schriften (Auswahl)
- De die Alliensi aliisque diebus religiosis veterum Romanorum commentatio. Göttingen 1822 (Habilitationsschrift)
- De fontibus historiarum T. Livii commentatio. 2 Teile, Göttingen 1822–1828
- Io. Frid. Ad. Kirstenio scholae Gottingensis Directori sollemnia quinquagennalia summorum in philosophia honorum d. XXI. Febrar. A. MDCCCXXVIII celebranti gratulatur Schola Gottingensis. Göttingen 1828